# Список заслуженных мастеров спорта СССР (греко-римская борьба)
| 1936 год |                                  |            |                         |                |                    |                              |
| 1        | Катулин Алексей Захарович        | 22.03.1936 |                         | Москва         |                    | 32                           |
| 2        | Иванов Владимир Александрович    | 22.03.1936 |                         | Москва         | ГЦОЛИФК            | 33                           |
| 3        | Горин Дмитрий Прокофьевич        | 08.12.1936 |                         | Киев           | РККА               | 43                           |
| 1938 год |                                  |            |                         |                |                    |                              |
| 1        | Желнин Алексей Иванович          | ??.11.1938 |                         | Киев           | РККА               |                              |
| 2        | Люляков Василий Алексеевич       | ??.11.1938 |                         | Москва         | «Крылья Советов»   |                              |
| 3        | Баскаков Николай Иванович        | ??.11.1938 |                         | Москва         | «Коммуна»          |                              |
| 1939 год |                                  |            |                         |                |                    |                              |
| 1        | Столяров Алексей Иванович        | ??.07.1939 |                         | Москва         | «Локомотив»        |                              |
| 1942 год |                                  |            |                         |                |                    |                              |
| 1        | Пыльнов Григорий Дмитриевич      | 18.06.1942 |                         | Москва         | «Динамо»           |                              |
| 1943 год |                                  |            |                         |                |                    |                              |
| 1        | Егоров Леонид Митрофанович       | 23.02.1943 |                         | Москва         | «Динамо»           |                              |
| 2        | Хайдин Иван Иванович             | 23.02.1943 | 15.01.1900 — 02.04.1979 |                |                    |                              |
| 3        | Бахшалиев Рза Ибрагимович        | ??.06.1943 |                         | Баку           |                    |                              |
| 4        | Карапетян Арташес Сергеевич      | ??.06.1943 |                         | Баку           |                    |                              |
| 5        | Коберидзе Константин Ефимович    | 17.07.1943 | 05.01.1917 — ??.??.1964 | Москва         | «Динамо»           |                              |
| 6        | Раков Николай Павлович           | 17.07.1943 |                         |                |                    |                              |
| 7        | Коткас Йоханнес Йоханнесович     | ??.??.1943 |                         |                |                    |                              |
| 8        | Варданян Саркис Затыкович        | ??.??.1943 | 01.05.1914 — ??.05.1963 | Ереван         | «Динамо»           |                              |
| 1945 год |                                  |            |                         |                |                    |                              |
| 1        | Соколов Виктор Александрович     | 10.10.1945 |                         | Ростов-на-Дону |                    |                              |
| 2        | Поддубный Иван Максимович        | 20.12.1945 |                         |                |                    |                              |
| 3        | Буль Клеменс Иосифович           | 20.12.1945 |                         | Москва         | «Динамо»           |                              |
| 4        | Викторов Константин Викторович   | 20.12.1945 | ??.??.???? — ??.??.1980 |                |                    |                              |
| 5        | Курдов Григорий Иванович         | 20.12.1945 |                         |                |                    |                              |
| 6        | Соловов Александр Петрович       | 20.12.1945 |                         |                |                    |                              |
| 7        | Тарасов, Епифан Дмитриевич       | 20.12.1945 |                         |                |                    | 417                          |
| 1947 год |                                  |            |                         |                |                    |                              |
| 1        | Белов Николай Григорьевич        | ??.05.1947 |                         |                |                    |                              |
| 2        | Андерсон А. И.                   | ??.10.1947 | ??.??.???? — ??.??.???? | Киев           | «Спартак»          |                              |
| 3        | Дзеконский Леонид Викторович     | 29.12.1947 |                         | Тбилиси        | «Большевик»        | 500                          |
| 1948 год |                                  |            |                         |                |                    |                              |
| 1        | Спиридонов Сергей Парфентьевич   | ??.01.1948 |                         | Львов          | «Динамо»           |                              |
| 2        | Борзов Александр Алексеевич      | ??.11.1948 | ??.??.???? — ??.??.???? | Москва         | «Большевик»        |                              |
| 3        | Казанский Александр Васильевич   | ??.11.1948 | ??.??.???? — ??.??.???? | Москва         | «Локомотив»        |                              |
| 4        | Мирский Михаил Шлёмович          | ??.12.1948 | 11.05.1911 — ??.??.1989 | Минск          | «Строитель»        |                              |
| 1950 год |                                  |            |                         |                |                    |                              |
| 1        | Мазур Александр Григорьевич      | ??.02.1950 |                         | Москва         | ЦДКА               |                              |
| 2        | Гордиенко Андрей Антонович       | ??.06.1950 | ??.??.1905 — ??.??.1954 | Москва         | «Трудовые резервы» |                              |
| 3        | Рапаев Степан Кузьмич            | ??.??.1950 |                         |                |                    |                              |
| 4        | Сенаторов Александр Андреевич    | ??.??.1950 |                         |                |                    |                              |
| 1951 год |                                  |            |                         |                |                    |                              |
| 1        | Трубчанинов Валериан Петрович    | ??.03.1951 |                         | Львов          | «Спартак»          |                              |
| 2        | Кожарский Вячеслав Петрович      | ??.??.1951 |                         |                |                    |                              |
| 3        | Марушкин Семён Иванович          | ??.??.1951 |                         |                |                    |                              |
| 4        | Пуусепп Эдгар Карлович           | ??.??.1951 |                         |                |                    |                              |
| 5        | Ткаченко Григорий Васильевич     | ??.??.1951 |                         |                |                    |                              |
| 1952 год |                                  |            |                         |                |                    |                              |
| 1        | Чихладзе Шалва Константинович    | ??.03.1952 |                         | Москва         | «Динамо»           |                              |
| 2        | Гуревич Борис Максович           | ??.08.1952 |                         |                |                    |                              |
| 3        | Пункин Яков Григорьевич          | ??.08.1952 |                         |                |                    |                              |
| 4        | Сафин Шазам Сергеевич            | ??.08.1952 |                         |                |                    | (лишен в сентябре 1954 года) |
| 1953 год |                                  |            |                         |                |                    |                              |
| 1        | Картозия Гиви Александрович      | ??.??.1953 |                         |                |                    |                              |
| 2        | Крутьковский Владимир Кириллович | ??.??.1953 |                         |                |                    |                              |
| 3        | Терян Артём Саркисович           | ??.??.1953 |                         |                |                    |                              |
| 4        | Шатворян Гурген Исаакович        | ??.??.1953 |                         |                |                    |                              |
| 5        | Энглас Аугуст Петрович           | ??.??.1953 |                         |                |                    |                              |
| 1955 год |                                  |            |                         |                |                    |                              |
| 1        | Гамарник Григорий Александрович  | ??.??.1955 |                         | Киев           | «Динамо»           |                              |
| 2        | Манеев Владимир Петрович         | ??.??.1955 |                         | Сталинск       | «Металлург»        |                              |
| 3        | Николаев Валентин Владимирович   | ??.??.1955 |                         |                | ЦСК МО             |                              |
| 4        | Сташкевич Владимир Петрович      | ??.??.1955 |                         | Ростов-на-Дону | «Динамо»           |                              |
| 1957 год |                                  |            |                         |                |                    |                              |
| 1        | Вырупаев Константин Григорьевич  | ??.02.1957 |                         | Иркутск        | «Буревестник»      |                              |
| 2        | Парфенов Анатолий Иванович       | ??.02.1957 |                         | Москва         | «Динамо»           |                              |
| 3        | Соловьёв Николай Николаевич      | ??.02.1957 |                         | Ленинград      | «Трудовые резервы» |                              |
| 1960 год |                                  |            |                         |                |                    |                              |
| 1        | Богдан Иван Гаврилович           | ??.09.1960 |                         | Киев           | Советская Армия    |                              |
| 2        | Караваев Олег Николаевич         | ??.09.1960 |                         | Минск          | «Буревестник»      |                              |
| 3        | Коридзе Автандил Георгиевич      | ??.09.1960 |                         | Тбилиси        | «Буревестник»      |                              |
| 1962 год |                                  |            |                         |                |                    |                              |
| 1        | Абашидзе Ростом Омарович         | ??.08.1962 |                         | Тбилиси        | «Буревестник»      |                              |
| 1963 год |                                  |            |                         |                |                    |                              |
| 1        | Колесов Анатолий Иванович        | 08.07.1963 |                         | Москва         | ЦСКА               |                              |
| 2        | Рощин Анатолий Александрович     | 08.07.1963 |                         | Ленинград      | СКА                |                              |

## 1965
- Анисимов, Валерий Владимирович
- Багдонас, Римантас Казимирович
- Зенин, Василий Степанович
- Зубковский, Евгений Васильевич
- Рыбалко, Сергей Григорьевич
- Сапунов, Геннадий Андреевич
- Саядов, Армаис Ваганович
- Шмаков, Николай Михайлович

## 1966
- Игуменов, Виктор Михайлович
- Оленик, Валентин Григорьевич
- Руруа, Роман Владимирович

## 1967
- Бакулин, Владимир Николаевич
- Яковенко, Николай Иванович

## 1969
- Казаков, Рустем Абдуллаевич

## 1970
- Назаренко, Анатолий Иванович
- Резанцев, Валерий Григорьевич

## 1971
- Гванцеладзе, Давид Николаевич
- Зубков, Владимир Анатольевич
- Эгадзе, Омар Ильич

## 1972
- Николае Мартинеску (Румыния)
- Хисамутдинов, Шамиль Шамшатдинович

## 1973
- Балбошин, Николай Федорович
- Либерман, Леонид Айзекович
- Олзоев, Клим Самсонович

## 1974
- Давидян, Нельсон Амаякович
- Мустафин, Фархат Ахатович

## 1975
- Кожемяко Сергей Павловичь
- Константинов, Виталий Викторович

## 1976
- Колчинский, Александр Леонидович
- Налбандян, Сурен Рубенович
- Чебоксаров, Владимир Васильевич
- Шумаков, Алексей Васильевич

## 1978
- Благидзе, Вахтанг Германович
- Крамаренко, Борис Григорьевич
- Нифтулаев, Ариф Сабир-оглы
- Сериков, Шамиль Керимович

## 1979
- Корбан, Геннадий Владимирович
- Меркулов, Василий Прокофьевич

## 1980
- Ушкемпиров, Жаксылык Амиралыулы

## 1981
- Ермилов, Геннадий Николаевич
- Каныгин, Игорь Владимирович
- Кудрявцев, Александр Платонович
- Саладзе, Михаил Георгиевич

## 1982
- Апхазава, Теймураз Вахтангович
- Казарашвили, Темо Михайлович
- Пашаян, Бенур Алексанович

## 1983
- Артюхин, Евгений Тимофеевич

## 1984
- Маджидов, Камандар Бафалиевич
- Мамиашвили, Михаил Геразиевич
- Прокудин, Михаил Васильевич
- Фаткулин, Камиль Махмудович

## 1986
- Аллахвердиев, Магатдин Исмаилович
- Джулфалакян, Левон Арсенович
- Дюдяев, Сергей Васильевич
- Ростороцкий, Игорь Дмитриевич

## 1987
- Абаев, Аслаудин Мухамбекович
- Гедехаури, Гурам Ираклиевич
- Попов, Владимир Альбертович

## 1988
- Карелин, Александр Александрович

## 1989
- Игнатенко, Александр Владимирович
- Кучеренко, Олег Николаевич
- Турлыханов, Даулет Болатович

## 1990
- Дугучиев, Ислам Бетерсултанович
- Федоренко, Анатолий Людвигович

## 1991
- Величко Игорь Геннадьевич 2.3.1971
- Демяшкевич, Сергей Николаевич
- Искандарян, Мнацакан Фрунзевич
- Мартынов, Сергей Александрович